# National Geographic Society

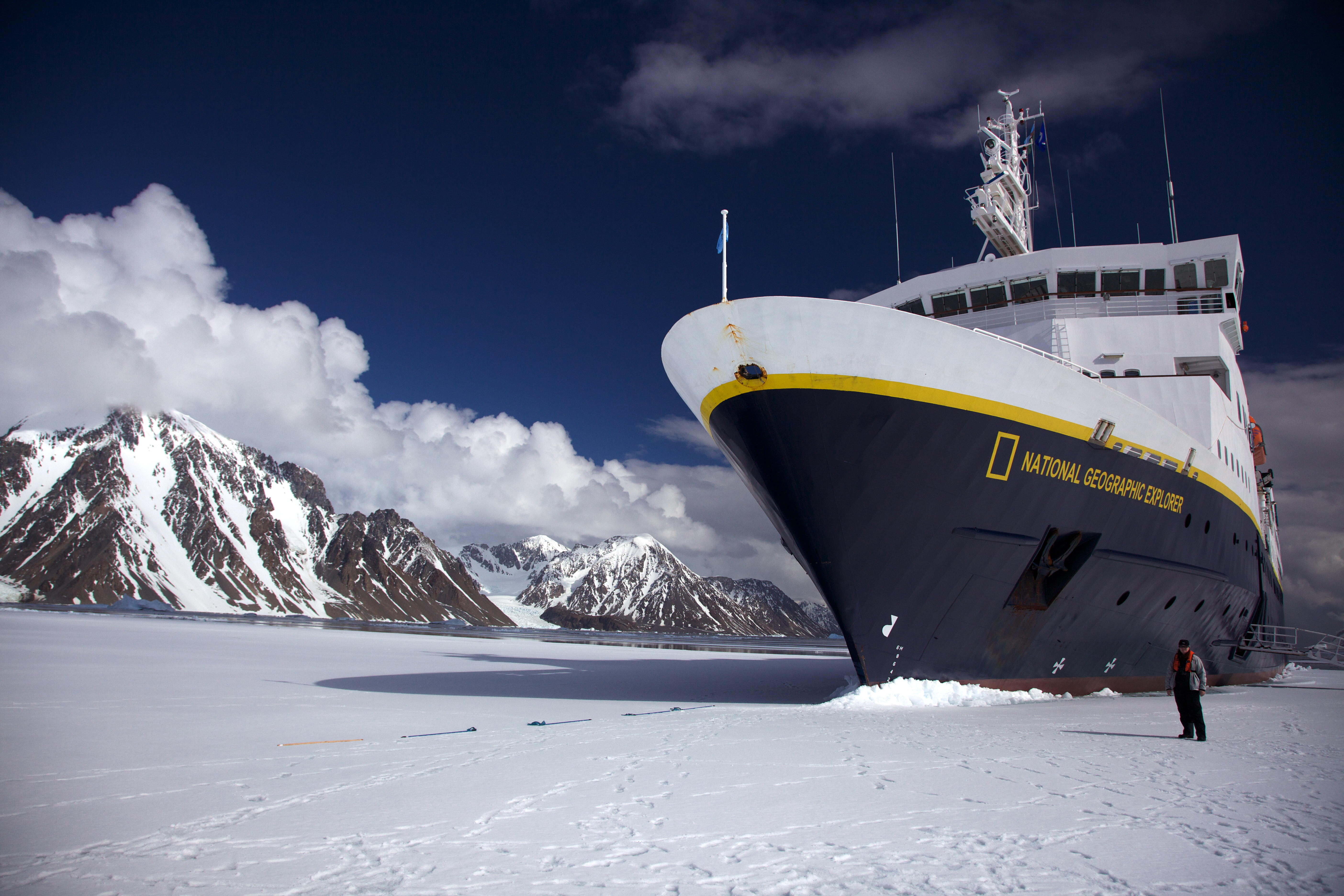
National Geographic Explorer na návštěvě Antarktidy

National Geographic Society (Národní zeměpisná společnost) je nezávislá nezisková vzdělávací instituce. Byla založena 27. ledna 1888 na základě večerního ujednání třiceti tří nadšenců, kteří se 13. ledna 1888 sešli ve washingtonském klubu „Cosmos Club“. Hlavní myšlenka byla spatřena ve „vhodnosti organizovat společnost zvyšující a rozšiřující zeměpisné znalosti.“ Prvním prezidentem Národní zeměpisné společnosti se stal Gardiner Greene Hubbard, druhým prezidentem společnosti byl jeho zeť Alexander Graham Bell.

## National Geographic Magazine
National Geographic Magazine je populárně-naučný měsíčník, který je vydáván Národní zeměpisnou společností již od října roku 1888, kdy vyšel v nákladu 200 výtisků.
Dnes je National Geographic vydáván ve více než 20 jazykových mutacích, přičemž od září roku 2002 vychází také v češtině.

## Ocenění
- Cena Ericha Salomona